# Aethiopocassis suahelorum
Aethiopocassis suahelorum is een keversoort uit de familie bladkevers (Chrysomelidae). De wetenschappelijke naam van de soort werd in 1899 gepubliceerd door Julius Weise.